# Fußballsportverein Frankfurt 1899 2009-2010
Questa voce raccoglie le informazioni riguardanti il Fußballsportverein Frankfurt 1899 nelle competizioni ufficiali della stagione 2009-2010.

## Stagione
Nella stagione 2009-2010 il FSV Francoforte, allenato da Hans-Jürgen Boysen, concluse il campionato di 2. Bundesliga al 15º posto. In Coppa di Germania il FSV Francoforte fu eliminato al primo turno dal Borussia M'gladbach.

## Rosa
| N. |                     | Ruolo | Calciatore          |
| -- | ------------------- | ----- | ------------------- |
| 19 | Spagna (bandiera)   | P     | Pablo Álvarez       |
| 20 | Germania (bandiera) | P     | Daniel Ischdonat    |
| 1  | Germania (bandiera) | P     | Patric Klandt       |
| 20 | Germania (bandiera) | P     | Florian Stahl       |
| 28 | Brasile (bandiera)  | D     | Gledson             |
| 17 | Germania (bandiera) | D     | Stefan Hickl        |
| 4  | Germania (bandiera) | D     | Markus Husterer     |
| 5  | Spagna (bandiera)   | D     | Kirian Ledesma      |
| 3  | Germania (bandiera) | D     | Alexander Klitzpera |
| 23 | Gambia (bandiera)   | D     | Pa Saikou Kujabi    |
| 6  | Germania (bandiera) | D     | Christian Müller    |
| 21 | Germania (bandiera) | D     | Dajan Šimac         |
| 22 | Germania (bandiera) | D     | Alexis Theodosiadis |
| 13 | Germania (bandiera) | D     | Alexander Voigt     |
| 29 | Germania (bandiera) | C     | Anil Albayrak       |
| 32 | Germania (bandiera) | C     | Marc Gallego        |

| N. |                                 | Ruolo | Calciatore         |
| -- | ------------------------------- | ----- | ------------------ |
| 18 | Albania (bandiera)              | C     | Jürgen Gjasula     |
| 25 | Finlandia (bandiera)            | C     | Pekka Lagerblom    |
| 7  | Canada (bandiera)               | C     | Nikolas Ledgerwood |
| 8  | Bosnia ed Erzegovina (bandiera) | C     | Sead Mehic         |
| 26 | Marocco (bandiera)              | C     | Oualid Mokhtari    |
| 35 | Romania (bandiera)              | C     | Vlad Munteanu      |
| 39 | Montenegro (bandiera)           | C     | Sanibal Orahovac   |
| 24 | Bosnia ed Erzegovina (bandiera) | C     | Benjamin Pintol    |
| 31 | Germania (bandiera)             | C     | Ralf Schneider     |
| 27 | Marocco (bandiera)              | A     | Aziz Bouhaddouz    |
| 30 | Germania (bandiera)             | A     | Cidimar            |
| 15 | Germania (bandiera)             | A     | Bakary Diakité     |
| 33 | Germania (bandiera)             | A     | Sebastian Göbig    |
| 9  | Germania (bandiera)             | A     | Sascha Mölders     |
| 11 | Perù (bandiera)                 | A     | Junior Ross        |
| 16 | Stati Uniti (bandiera)          | A     | Matthew Taylor     |

## Organigramma societario
Area tecnica
- Allenatore: Hans-Jürgen Boysen
- Allenatore in seconda: Manfred Binz, Gerhard Kleppinger
- Preparatore dei portieri: Norbert Lorz
- Preparatori atletici:

## Risultati

### 2. Bundesliga

#### Girone di andata
| Arbitro: | Zwayer |

|           |           |                |
| Cenci 85’ | Marcatori | 4’, 40’ Wagner |

| Arbitro: | Christ |

|                                        |           |  |
| Mokhtari 22’ Nehrig 47’ Nöthe 56’, 62’ | Marcatori |  |

| Francoforte sul Meno 21 agosto 2009, ore 18:00 CEST 3ª giornata | FSV Francoforte | 0 – 0 referto | Paderborn | Frankfurter Volksbank Stadion (3 874 spett.)\| Arbitro: \| Schalk \| |
| Arbitro:                                                        | Schalk          |               |           |                                                                      |

| Arbitro: | Schößling |

|                           |           |  |
| Auer 14’, 89’ Junglas 34’ | Marcatori |  |

| Arbitro: | Fischer |

|                             |           |                                 |
| Cenci 3’ Gunesch 18’ (aut.) | Marcatori | 1’ Ebbers 69’ Takyi 75’ Lehmann |

| Arbitro: | Winkmann |

|                           |           |  |
| Langkamp 52’ Iashvili 75’ | Marcatori |  |

| Arbitro: | Grudzinski |

|                                 |           |  |
| Sokolenko 21’ Jula 45’ Radu 65’ | Marcatori |  |

| Arbitro: | Hartmann |

|           |           |               |
| Kujabi 1’ | Marcatori | 45’ Jendrišek |

| Arbitro: | Schriever |

|                                                                 |           |           |
| Harnik 57’ Langeneke 70’ (rig.) Jovanović 77’ Christ 86’ (rig.) | Marcatori | 35’ Cenci |

| Arbitro: | Dingert |

|                                          |           |                      |
| Gjasula 18’ Cenci 63’ (rig.) Cidimar 79’ | Marcatori | 85’ Mlapa 89’ Aigner |

| Arbitro: | Kempter |

|           |           |  |
| Dogan 37’ | Marcatori |  |

| Francoforte sul Meno 7 novembre 2009, ore 13:00 CET 12ª giornata | FSV Francoforte | 0 – 0 referto | Arminia Bielefeld | Frankfurter Volksbank Stadion (4 134 spett.)\| Arbitro: \| Siebert \| |
| Arbitro:                                                         | Siebert         |               |                   |                                                                       |

| Arbitro: | Steuer |

|            |           |                            |
| Gordon 50’ | Marcatori | 7’, 57’ Cidimar 38’ Kujabi |

| Arbitro: | Leicher |

|  |           |               |
|  | Marcatori | 21’ Fillinger |

| Arbitro: | Willenborg |

|                        |           |  |
| Thurk 10’ De Roeck 45’ | Marcatori |  |

| Francoforte sul Meno 12 dicembre 2009, ore 13:00 CET 16ª giornata | FSV Francoforte | 0 – 0 referto | Rot Weiss Ahlen | Frankfurter Volksbank Stadion (4 134 spett.)\| Arbitro: \| Sippel \| |
| Arbitro:                                                          | Sippel          |               |                 |                                                                      |

| Arbitro: | Kempter |

|  |           |                    |
|  | Marcatori | 22’ (rig.) Gjasula |

#### Girone di ritorno
| Arbitro: | Fritz |

|                                                      |           |  |
| Baljak 13’ Grlić 44’ Şahan 60’ Adler 65’ Tiffert 81’ | Marcatori |  |

| Arbitro: | Ittrich |

|  |           |                                                         |
|  | Marcatori | 16’ Nehrig 39’ Allagui 71’ Schröck 75’ Müller 81’ Nöthe |

| Arbitro: | Schalk |

|  |           |                 |
|  | Marcatori | 1’, 89’ Cidimar |

| Arbitro: | Bandurski |

|           |           |          |
| Voigt 75’ | Marcatori | 81’ Auer |

| Amburgo 12 febbraio 2010, ore 18:00 CET 22ª giornata | St. Pauli | 0 – 0 referto | FSV Francoforte | Millerntor-Stadion (19 901 spett.)\| Arbitro: \| Christ \| |
| Arbitro:                                             | Christ    |               |                 |                                                            |

| Arbitro: | Schößling |

|                           |           |                   |
| Klitzpera 16’ Gjasula 68’ | Marcatori | 13’ (rig.) Stindl |

| Francoforte sul Meno 26 febbraio 2010, ore 18:00 CET 24ª giornata | FSV Francoforte | 0 – 0 referto | Energie Cottbus | Frankfurter Volksbank Stadion (3 124 spett.)\| Arbitro: \| Grudzinski \| |
| Arbitro:                                                          | Grudzinski      |               |                 |                                                                          |

| Arbitro: | Aytekin |

|                |           |                |
| Sam 27’ (rig.) | Marcatori | 12’ Ledgerwood |

| Arbitro: | Fleischer |

|                  |           |  |
| Cidimar 24’, 63’ | Marcatori |  |

| Arbitro: | Schriever |

|                      |           |           |
| Rakić 37’ Ludwig 76’ | Marcatori | 80’ Mehic |

| Arbitro: | Kempter |

|                         |           |              |
| Cidimar 23’ Mölders 73’ | Marcatori | 3’ Benyamina |

| Arbitro: | Bandurski |

|                    |           |               |
| Lamey 59’ Fořt 63’ | Marcatori | 57’ Klitzpera |

| Arbitro: | Sippel |

|             |           |  |
| Mölders 68’ | Marcatori |  |

| Arbitro: | Hartmann |

|               |           |                         |
| Schöneberg 5’ | Marcatori | 46’ Mölders 90’ Cidimar |

| Arbitro: | Zwayer |

|             |           |           |
| Cidimar 70’ | Marcatori | 48’ Thurk |

| Ahlen 2 maggio 2010, ore 17:30 CEST 33ª giornata | Rot Weiss Ahlen | 0 – 0 referto | FSV Francoforte | Wersestadion (2 920 spett.)\| Arbitro: \| Weiner \| |
| Arbitro:                                         | Weiner          |               |                 |                                                     |

| Arbitro: | Kinhöfer |

|           |           |              |
| Mehic 90’ | Marcatori | 24’ Kapllani |

### Coppa di Germania
| Arbitro: | Kinhöfer |

|          |           |                         |
| Ross 72’ | Marcatori | 27’ Arango 59’ Colautti |

## Statistiche

### Statistiche di squadra
| Competizione      | Punti | In casa | In casa | In casa | In casa | In casa | In casa | In trasferta | In trasferta | In trasferta | In trasferta | In trasferta | In trasferta | Totale | Totale | Totale | Totale | Totale | Totale | DR  |
| Competizione      | Punti | G       | V       | N       | P       | Gf      | Gs      | G            | V            | N            | P            | Gf           | Gs           | G      | V      | N      | P      | Gf     | Gs     | DR  |
| ----------------- | ----- | ------- | ------- | ------- | ------- | ------- | ------- | ------------ | ------------ | ------------ | ------------ | ------------ | ------------ | ------ | ------ | ------ | ------ | ------ | ------ | --- |
| 2. Bundesliga     | 38    | 17      | 5       | 8       | 4       | 17      | 19      | 17           | 4            | 3            | 10           | 12           | 31           | 34     | 9      | 11     | 14     | 29     | 50     | -21 |
| Coppa di Germania | -     | 1       | 0       | 0       | 1       | 1       | 2       | 0            | 0            | 0            | 0            | 0            | 0            | 1      | 0      | 0      | 1      | 1      | 2      | -1  |
| Totale            | -     | 18      | 5       | 8       | 5       | 18      | 21      | 17           | 4            | 3            | 10           | 12           | 31           | 35     | 9      | 11     | 15     | 30     | 52     | -22 |

### Andamento in campionato
| Giornata  | 1  | 2  | 3  | 4  | 5  | 6  | 7  | 8  | 9  | 10 | 11 | 12 | 13 | 14 | 15 | 16 | 17 | 18 | 19 | 20 | 21 | 22 | 23 | 24 | 25 | 26 | 27 | 28 | 29 | 30 | 31 | 32 | 33 | 34 |
| --------- | -- | -- | -- | -- | -- | -- | -- | -- | -- | -- | -- | -- | -- | -- | -- | -- | -- | -- | -- | -- | -- | -- | -- | -- | -- | -- | -- | -- | -- | -- | -- | -- | -- | -- |
| Luogo     | C  | T  | C  | T  | C  | T  | T  | C  | T  | C  | T  | C  | T  | C  | T  | C  | T  | T  | C  | T  | C  | T  | C  | C  | T  | C  | T  | C  | T  | C  | T  | C  | T  | C  |
| Risultato | P  | P  | N  | P  | P  | P  | P  | N  | P  | V  | P  | N  | V  | P  | P  | N  | V  | P  | P  | V  | N  | N  | V  | N  | N  | V  | P  | V  | P  | V  | V  | N  | N  | N  |
| Posizione | 10 | 17 | 16 | 18 | 18 | 18 | 18 | 17 | 18 | 17 | 17 | 17 | 17 | 17 | 17 | 17 | 16 | 17 | 17 | 17 | 17 | 17 | 16 | 16 | 16 | 16 | 16 | 16 | 16 | 16 | 15 | 15 | 15 | 15 |

Legenda:

Luogo: C = Casa; T = Trasferta. Risultato: V = Vittoria; N = Pareggio; P = Sconfitta.

### Statistiche dei giocatori
| Giocatore       | 2. Bundesliga | 2. Bundesliga | 2. Bundesliga | 2. Bundesliga | Coppa di Germania | Coppa di Germania | Coppa di Germania | Coppa di Germania | Totale   | Totale | Totale      | Totale     |
| Giocatore       | Presenze      | Reti          | Ammonizioni   | Espulsioni    | Presenze          | Reti              | Ammonizioni       | Espulsioni        | Presenze | Reti   | Ammonizioni | Espulsioni |
| --------------- | ------------- | ------------- | ------------- | ------------- | ----------------- | ----------------- | ----------------- | ----------------- | -------- | ------ | ----------- | ---------- |
| P. Álvarez      | -             | -             | -             | -             | -                 | -                 | -                 | -                 | -        | -      | -           | -          |
| D. Ischdonat    | 1             | 0             | 0             | 0             | -                 | -                 | -                 | -                 | 1        | 0      | 0           | 0          |
| P. Klandt       | 33            | 0             | 5             | 0             | 1                 | 0                 | 0                 | 0                 | 34       | 0      | 5           | 0          |
| F. Stahl        | -             | -             | -             | -             | -                 | -                 | -                 | -                 | -        | -      | -           | -          |
| Gledson         | 23            | 0             | 7             | 1             | -                 | -                 | -                 | -                 | 23       | 0      | 7           | 1          |
| S. Hickl        | 17            | 0             | 1             | 0             | -                 | -                 | -                 | -                 | 17       | 0      | 1           | 0          |
| M. Husterer     | 30            | 0             | 5             | 0             | -                 | -                 | -                 | -                 | 30       | 0      | 5           | 0          |
| Kirian          | 6             | 0             | 1             | 0             | 1                 | 0                 | 0                 | 0                 | 7        | 0      | 1           | 0          |
| A. Klitzpera    | 20            | 2             | 5             | 0             | 1                 | 0                 | 0                 | 0                 | 21       | 2      | 5           | 0          |
| P. Kujabi       | 24            | 2             | 7             | 0             | 1                 | 0                 | 0                 | 0                 | 25       | 2      | 7           | 0          |
| C. Müller       | 16            | 0             | 3             | 0             | 1                 | 0                 | 0                 | 0                 | 17       | 0      | 3           | 0          |
| D. Šimac        | 8             | 0             | 2             | 0             | 1                 | 0                 | 0                 | 1                 | 9        | 0      | 2           | 1          |
| A. Theodosiadis | -             | -             | -             | -             | -                 | -                 | -                 | -                 | -        | -      | -           | -          |
| A. Voigt        | 30            | 1             | 10            | 0             | 1                 | 0                 | 1                 | 0                 | 31       | 1      | 11          | 0          |
| A. Albayrak     | -             | -             | -             | -             | -                 | -                 | -                 | -                 | -        | -      | -           | -          |
| M. Gallego      | 15            | 0             | 1             | 0             | -                 | -                 | -                 | -                 | 15       | 0      | 1           | 0          |
| J. Gjasula      | 28            | 3             | 5             | 0             | -                 | -                 | -                 | -                 | 28       | 3      | 5           | 0          |
| P. Lagerblom    | 13            | 0             | 2             | 1             | -                 | -                 | -                 | -                 | 13       | 0      | 2           | 1          |
| N. Ledgerwood   | 22            | 1             | 4             | 0             | -                 | -                 | -                 | -                 | 22       | 1      | 4           | 0          |
| S. Mehic        | 23            | 2             | 2             | 0             | 1                 | 0                 | 0                 | 0                 | 24       | 2      | 2           | 0          |
| O. Mokhtari     | 9             | 0             | 1             | 0             | 1                 | 0                 | 0                 | 0                 | 10       | 0      | 1           | 0          |
| V. Munteanu     | 12            | 0             | 1             | 0             | -                 | -                 | -                 | -                 | 12       | 0      | 1           | 0          |
| S. Orahovac     | 13            | 0             | 1             | 0             | -                 | -                 | -                 | -                 | 13       | 0      | 1           | 0          |
| B. Pintol       | 6             | 0             | 1             | 0             | -                 | -                 | -                 | -                 | 6        | 0      | 1           | 0          |
| R. Schneider    | 4             | 0             | 0             | 0             | -                 | -                 | -                 | -                 | 4        | 0      | 0           | 0          |
| A. Bouhaddouz   | 17            | 0             | 0             | 0             | 1                 | 0                 | 0                 | 0                 | 18       | 0      | 0           | 0          |
| Cidimar         | 28            | 10            | 6             | 0             | -                 | -                 | -                 | -                 | 28       | 10     | 6           | 0          |
| B. Diakité      | 6             | 0             | 0             | 0             | -                 | -                 | -                 | -                 | 6        | 0      | 0           | 0          |
| S. Göbig        | 9             | 0             | 0             | 0             | -                 | -                 | -                 | -                 | 9        | 0      | 0           | 0          |
| S. Mölders      | 13            | 3             | 1             | 0             | -                 | -                 | -                 | -                 | 13       | 3      | 1           | 0          |
| J. Ross         | 14            | 0             | 0             | 0             | 1                 | 1                 | 0                 | 0                 | 15       | 1      | 0           | 0          |
| M. Taylor       | 9             | 0             | 0             | 0             | 1                 | 0                 | 0                 | 0                 | 10       | 0      | 0           | 0          |
| M. Cenci        | 16            | 4             | 1             | 0             | 1                 | 0                 | 1                 | 0                 | 17       | 4      | 2           | 0          |
| S. Coulibaly    | 9             | 0             | 1             | 0             | 1                 | 0                 | 0                 | 0                 | 10       | 0      | 1           | 0          |